# Plagionotus marcae
Plagionotus marcae là một loài bọ cánh cứng trong họ Cerambycidae.